# Alvis TC21
Alvis TC21 byl sportovní automobil, který vyráběla britská automobilka Alvis v letech 1953 až 1955. Celkem bylo vyrobeno 7576 vozů.  Nahradil vůz Alvis TA21 a jeho nástupcem byl Alvis TC108G.
Jednalo se o poslední automobil Alvis, který měl předválečnou karoserii. Vůz byl poháněn třílitrovým šestiválcem přeplňovaným dvojicí karburátorů o výkonu 74,3 kW. Karoserie byla čtyřdveřový sedan. 
Maximální rychlost byla 161,1 km/h a zrychlení na sto za 15,4 sekundy. Spotřeba se pohybovala okolo 13 litrů na 100 km.